# Венецуела на Светском првенству у атлетици на отвореном 2015.
Венецуела је учествовала на Светском првенству у атлетици на отвореном 2015. одржаном у Пекингу од 22. до 30. августа тринаести пут. Није учествовала 1993 и 2005. године. Репрезентацију Венецуеле представљало је 11 учесника (5 мушкараца и 6 жена) који су се такмичили у 8 дисциплина (3 мушке и 5 женских).,
На овом првенству Венецуела није освојила ниједну медаљу нити је остварила неки резултат.

## Учесници
| Мушкарци: - Алберт Браво — 400 м, 4 х 400 м - Хосе Мелендез — 4 х 400 м - Артуро Рамирез — 4 х 400 м - Фреди Мезонес — 4 х 400 м - Ричард Варгас — 20 км ходање | Жене: - Андреа Пурица — 100 м - Недиам Варгас — 100 м - Nercely Soto — 200 м - Robeilys Peinado — Скок мотком - Ahymara Espinoza — Бацање кугле - Роса Родригез — Бацање кладива |  |

## Резултати

### Мушкарци
| Атлетичар                                               | Дисциплина   | Лични рекорд | Квалификације | Квалификације | Полуфинале       | Полуфинале       | Финале            | Финале       | Детаљи                                     |
| Атлетичар                                               | Дисциплина   | Лични рекорд | Резултат      | Место         | Резултат         | Место            | Резултат          | Место        | Детаљи                                     |
| ------------------------------------------------------- | ------------ | ------------ | ------------- | ------------- | ---------------- | ---------------- | ----------------- | ------------ | ------------------------------------------ |
| Алберт Браво                                            | 400 м        | 45,21        | 45,28         | 5. у гр. 5    | Није се пласирао | Није се пласирао | Није се пласирао  | 28 / 44 (45) | Архивирано на веб-сајту (26. октобар 2015) |
| Алберт Браво Хосе Мелендез Артуро Рамирез Фреди Мазонес | 4 х 400 м    | 3:00,82 НР   | 3:02,04       | 3. у гр 1     |                  |                  | Нису се пласирали | 14 / 15 (16) |                                            |
| Ричард Варгас                                           | 20 км ходање | 1:22:24      |               |               |                  |                  | 1:28:18           | 46 / 60 (61) | Архивирано на веб-сајту (23. август 2015)  |

### Жене
| Атлетичарка      | Дисциплина     | Лични рекорд | Квалификације | Квалификације | Полуфинале        | Полуфинале        | Финале                                    | Финале       | Детаљи                                      |
| Атлетичарка      | Дисциплина     | Лични рекорд | Резултат      | Место         | Резултат          | Место             | Резултат                                  | Место        | Детаљи                                      |
| ---------------- | -------------- | ------------ | ------------- | ------------- | ----------------- | ----------------- | ----------------------------------------- | ------------ | ------------------------------------------- |
| Андреа Пурица    | 100 м          | 11,29 НР     | 11,62         | 7. у гр. 7    | Нису се пласирале | Нису се пласирале | Нису се пласирале                         | 42 / 52 (54) | Архивирано на веб-сајту (25. август 2015)   |
| Недиам Варгас    | 100 м          | 11,43        | 11,51         | 6. у гр. 4    | Нису се пласирале | Нису се пласирале | Нису се пласирале                         | 39 / 52 (54) | Архивирано на веб-сајту (25. август 2015)   |
| Nercely Soto     | 200 м          | 22,53 НР     | 23,16         | 4. у гр. 4    | Нису се пласирале | Нису се пласирале | Нису се пласирале                         | 39 / 52 (54) | Архивирано на веб-сајту (30. новембар 2015) |
| Робеилис Пеинадо | Скок мотком    | 4,60 НР      | 4,30          | 12. у гр. А   |                   |                   | Нису се пласирале                         | 23 / 26 (29) |                                             |
| Ahymara Espinoza | Бацање кугле   | 18,15 НР     | 16,76         | 10. у гр. Б   | 21 / 24           |                   | Нису се пласирале                         |              |                                             |
| Роса Родригез    | Бацање кладива | 73,64 НР     | 70,57 кв      | 6. у гр. А    | 67,68             | 11 / 30 (31)      | Архивирано на веб-сајту (27. август 2015) |              |                                             |